# Vịnh Việt Thanh
Vịnh Việt Thanh hay Vũng Việt Thanh là vịnh ven bờ biển ở phía bắc tỉnh Quảng Ngãi, Việt Nam. Vùng nước của vịnh kéo dài từ mũi Nam Châm (xã Bình Thuận, huyện Bình Sơn) đến mũi Phước Thiện (xã Bình Hải, huyện Bình Sơn) với diện tích mặt nước là 12 km². Khu vực vịnh hiện thuộc khu kinh tế Dung Quất của tỉnh Quảng Ngãi, nhà máy lọc dầu Dung Quất thuộc địa bàn xã Bình Trị, cách bờ biển của vịnh không xa.